# Jacques Vieille (artiste)
Pour les articles homonymes, voir Jacques Vieille.
 (décembre 2008).
Si vous disposez d'ouvrages ou d'articles de référence ou si vous connaissez des sites web de qualité traitant du thème abordé ici, merci de compléter l'article en donnant les références utiles à sa vérifiabilité et en les liant à la section « Notes et références ».
Jacques Vieille, né en 1948 à Baden-Baden, est un artiste contemporain qui vit et travaille à Paris et en Lot-et-Garonne. 

## Parcours artistique
Il s’est longtemps intéressé à l’architecture avant de se préoccuper de jardins et aujourd’hui de paysage. Pensionnaire de la Villa Médicis pendant deux ans au tout début de sa carrière, il approfondit ses recherches, déjà axées sur une relation spécifique au site et au bâti. Progressivement, la réflexion de l’artiste va s’appliquer plus précisément au point de rencontre du décor et de la structure en architecture puis à sa relation au paysage et à la « Quatrième nature ».

## Principales expositions personnelles
- 1980 : Micro Galerie des Beaux Arts, Mâcon.
- 1980 : Salle des fêtes, Saint-Didier-au-Mont-d'Or, Lyon.
- 1981 : Maison de la culture, Nevers.
- 1982 : Le Nouveau Musée, Villeurbanne.
- 1983 : Maison de la Culture Chalon-sur-Saône.
- 1984 : Centre national d'art et de culture Georges-Pompidou, Galeries Contemporaines, Paris.
- 1984 : Cloître Saint-Trophime, Arles.
- 1984 : Hôtel de Ville, Villeurbanne.
- 1985 : Espaï 10, Fondation Joan-Miró, Barcelone.
- 1986 : Art Contemporain, Mâcon.
- 1987 : La Criée, Hall d’Art contemporain, Rennes.
- 1987 : Musée Cantonal des Beaux-Arts, église des jésuites, Sion, Suisse.
- 1987 : Musée de l’Abbaye Sainte-Croix, Les Sables-d'Olonne.
- 1987 : ACB, Bar-le-Duc.
- 1988: Musée historique, Strasbourg.
- 1988 : Le triangle, Rennes.
- 1989 : Le Nouveau Musée, Villeurbanne.
- 1989 : Le Consortium, Dijon.
- 1990 : Parvis III, Pau.
- 1990 : Château des Ducs, Mortemart.
- 1990 : Une feuille d'acanthe, puits Arthur-de-Buyer, Magny-Danigon[1],[2].
- 1991 : Écuries de Saint-Hugues, Cluny.
- 1991 : Annexe, le Nouveau Musée, Villeurbanne.
- 1992 : Het Blauwhuis Izegem.
- 1992 : Hardhof, Fondation Ebel, Bâle.
- 1992 : Faux Mouvement, Metz.
- 1992 : Axonométries, MAgalerie, Paris.
- 1994 : Musée Saint-Nazaire, Bourbon-Lancy.
- 1994 : Jardiner, château de Gaillon, Gaillon.
- 1998 : École des Beaux-Arts de Nîmes.
- 2000 : La baraque du jardin, De Pavilijoens, Almere.
- 2000 : Maison Descartes, Amsterdam.
- 2000 : Vassivière en Limousin.
- 2000 : CAPC Musée d’Art Contemporain, Bordeaux.
- 2000 : Clos Cristal, Saumur.
- 2001 : Centre d’Art Contemporain Kerguehennec.
- 2002 : Hydroponie, Calvignac.
- 2007 : Château de Fraisse.

## Commande publiques
- 1981 : Place Notre-Dame-des-Marais, Villefranche-sur-Saône.
- 1988 : Carrefour E.Zola, Villeurbanne.
- 1988 : Villa Arson, Nice.
- 1990 : Rond-point Montaudran, Toulouse.
- 1993 : Lycée de Trévoux.
- 1994 : Tour Prince de Galles, Thouars.
- 1995 : Gooise knoop, Amsterdam.
- 1996 : Amersfoort.
- 1998 : Ministère du Logement, Haarlem.
- 1998 : Maison du bois et de la forêt, Leuglay.
- 1999 : Trésorerie Générale d’Angoulême.
- 2000 : Lycée J.P. Sartre, Bron.
- 2000 : Station Argoulet, métro de Toulouse.
- 2003 : Cartons tapisserie, les Gobelins.
- 2005 : Bancs, fontaine, village des Arques.
- 2006 : Bacs, bd du jeu de paume, Montpellier.
- 2007 : Palmier, station tramway Pont Michel, Nice.